# NGC 2389
NGC 2389 es una galaxia espiral barrada (SBc) localizada en la dirección de la constelación de Géminis. Posee una declinación de +33°51′39″ y una ascensión recta de 7 horas, 29 minutos y 04,8 segundos.
La galaxia NGC 2389 fue descubierta en 5 de febrero de 1788 por William Herschel.